# 伊宾达语
伊宾达语（Ibinda，Kibinda，Chibinda，Tchibinda），亦作賓達語、基賓達語等，是非洲西南部安哥拉的外飛地卡賓達省當地的一種語言，屬於班圖語的一種。它是一種由多種西剛果語言（Guthrie：H16d）混合而成的語言，是卡賓達共和國的官方語言。

## 外部連結
- Jouni Filip Maho. NUGL Online: The online version of the New Updated Guthrie List, a referential classification of the Bantu languages (with map), p. 52